# Любушкина, Екатерина Олеговна
Екатерина Олеговна Лю́бушкина (до 2013 — Богачёва; р. 2 января 1990, Волгоград) — российская волейболистка, чемпионка Европы 2015. Центральная блокирующая. Мастер спорта России.

## Биография
В чемпионатах России Екатерина Богачёва дебютировала в 2005 году, выступая за команду «Аурум» — фарм-клуб хабаровского «Самородка». В следующем году молодая волейболистка была приглашена в подмосковное «Заречье-Одинцово», за которое играла до 2013 года, став за это время чемпионкой России и неоднократным призёром российских соревнований. В 2013—2014 Екатерина Богачёва (с 2013 — Любушкина) — игрок новоуренгойского «Факела», а в 2014—2015 — итальянской команды «Унендо Ямамай» из Бусто-Арсицио. В 2015-м заключила контракт с московским «Динамо».
В 2007—2009 Богачёва выступала за молодёжную и юниорскую сборные России. В 2007 стала бронзовым призёром чемпионата мира среди девушек, а в 2008 — серебряным призёром первенства Европы среди молодёжных команд.
В 2015 году Екатерина Любушкина дебютировала в национальной сборной России, став в её составе чемпионкой Европы, победителем розыгрыша Кубка Ельцина, серебряным призёром Гран-при и участницей Кубка мира.

### Клубная карьера
- 2005—2006 —  «Аурум» (Хабаровск);
- 2006—2013 —  «Заречье-Одинцово» (Московская область);
- 2013—2014 —  «Факел» (Новый Уренгой);
- 2014—2015 —  «Унендо-Ямамай» (Бусто-Арсицио);
- 2015—2020, 2021—2022 —  «Динамо» (Москва);
- 2022—2023 —  «Тулица» (Тула);
- с 2023 —  «Локомотив» (Калининград).

## Достижения

### С клубами
- 6-кратная чемпионка России — 2010, 2016, 2017, 2018, 2019, 2025;
  - двукратный серебряный призёр чемпионатов России — 2009, 2024;
  - бронзовый призёр чемпионата России 2022.
- двукратный победитель розыгрышей Кубка России — 2018, 2025;
  - 3-кратный серебряный призёр Кубка России — 2009, 2016, 2019;
  - двукратный бронзовый призёр розыгрышей Кубка России — 2010, 2021
- двукратный обладатель Суперкубка России — 2017, 2018.
- серебряный призёр Лиги чемпионов ЕКВ 2015.

### Со сборными России
- участница чемпионата мира 2018.
- Чемпионка Европы 2015;
- серебряный призёр Гран-при 2015;
  - участница Гран-при 2016;
- участница розыгрыша Кубка мира 2015;
- победитель Кубка Ельцина 2015;
- серебряный призёр чемпионата Европы среди молодёжных команд 2008;
- бронзовый призёр чемпионата мира среди девушек 2007.

### Индивидуальные
- 2025: лучшая центральная блокирующая (одна из двух) Кубка России.